# St. Joseph (Waldfischbach)
Die Kirche St. Joseph ist eine römisch-katholische Pfarrkirche in Waldfischbach, Gemeinde Waldfischbach-Burgalben, Landkreis Südwestpfalz, Rheinland-Pfalz. Kirchenpatron ist der heilige Josef. Die Kirche steht als Kulturdenkmal des Kreises Südwestpfalz unter Denkmalschutz. Wegen ihrer Größe wird das Gotteshaus auch „Westpfälzerdom“ genannt.

## Geschichte

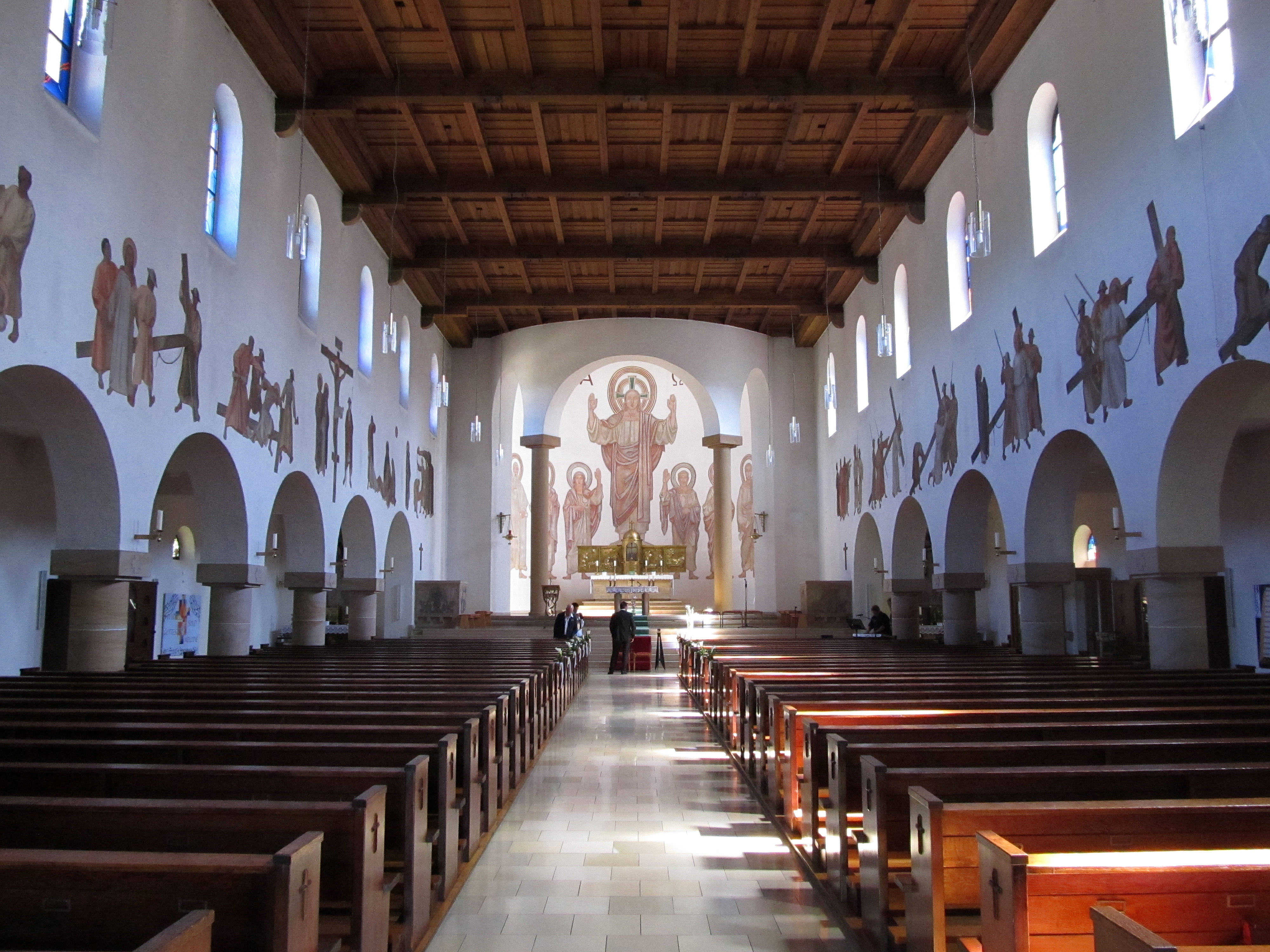
Blick ins Innere der Kirche

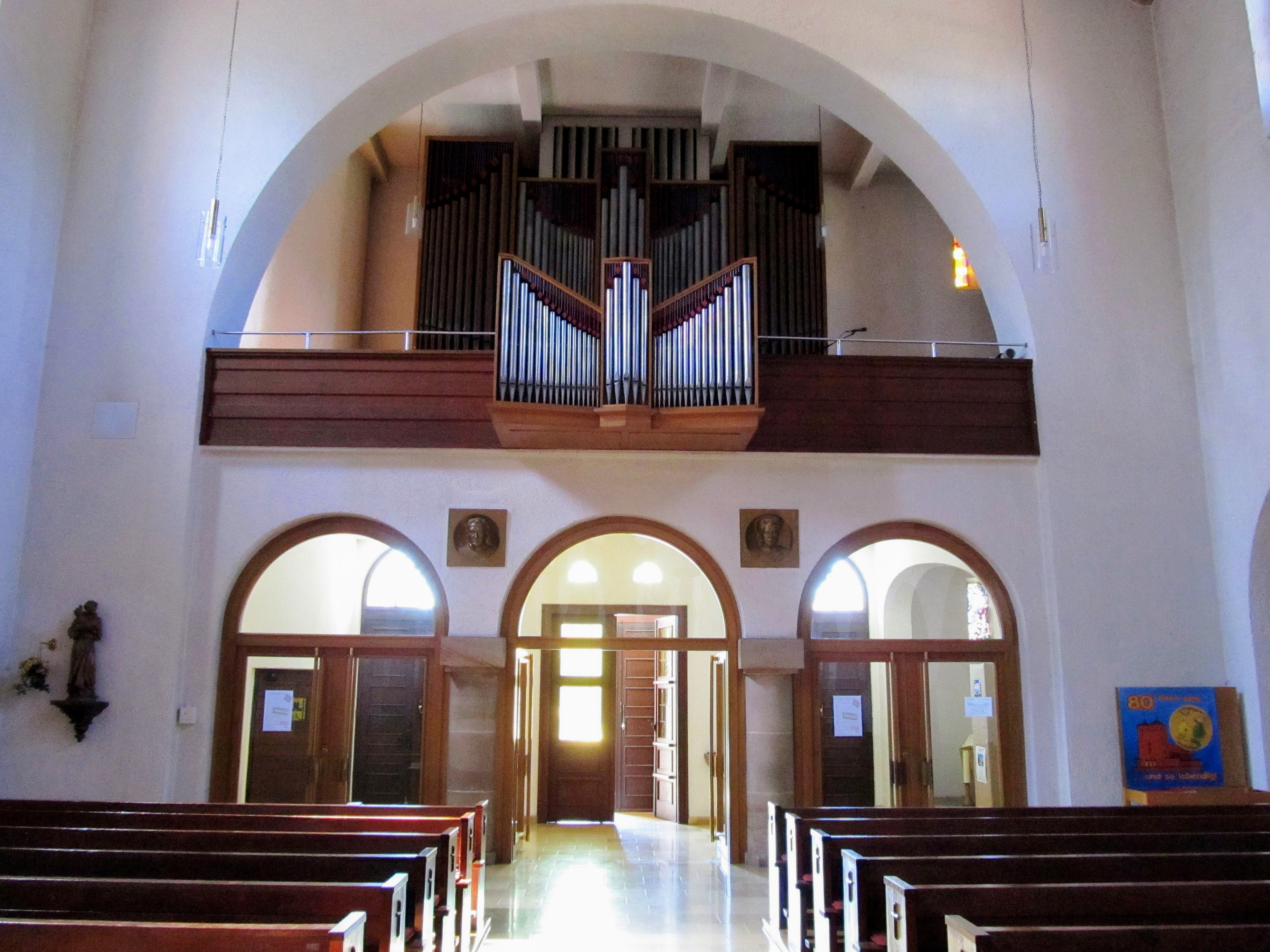
Orgelempore, darunter die Reliefs für Pfarrer Karl Foltz und seine Schwester

Die Kirche St. Joseph wurde 1929–1930 nach Plänen des Architekten Wilhelm Schulte II. (Neustadt an der Weinstraße) erbaut. Man nannte sie St. Joseph auf dem Berg, um sie von der 1863 geweihten Kirche St. Joseph in der Hauptstraße (im Tal) zu unterscheiden, die 1930 profaniert wurde.
Die bisherige katholische Kirche des Ortes war für die gewachsene Bevölkerung zu klein geworden. An exponierter Stelle, auf dem Berg über dem Zusammenfluss von Moosalbe und Schwarzbach, ließ der seit 1907 amtierende Gemeindepfarrer Karl Foltz (1865–1961) die neue St.-Josef-Kirche errichten, wozu er schon 1925 einen Kirchenbauverein ins Leben gerufen hatte. Seine Schwester Franziska Habermann war in die USA ausgewandert, betrieb dort mit ihrem Mann eine Fleischfabrik und besaß ein großes Vermögen. Auf Vermittlung ihres Bruders sandte die verwitwete Schwester – die persönlich mit Waldfischbach nichts zu tun hatte – aus den USA hohe Beträge zum Bau der neuen Kirche in dessen Pfarrei und auch Foltz selbst trug von seinem eigenen Geld bei, was immer ihm möglich war. Am 7. Juli 1929 erfolgte die feierliche Grundsteinlegung durch Bischof Ludwig Sebastian, der das Gotteshaus am 31. August 1930 auch weihte. An der Südseite des Chors wurde gleichzeitig ein neues Pfarrhaus erbaut. Insgesamt hatten Pfarrer Foltz und seine Schwester nahezu eine halbe Million Reichsmark für Grundstück, Kirche und Pfarrhaus gespendet. Anschließend finanzierten beide den weiteren Innenausbau und das Inventar. Prälat Karl Foltz starb 1961 und erhielt ein Ehrengrab in der Taufkapelle seiner Kirche. Überdies ließ die Pfarrei ihm und seiner Schwester als Denkmal jeweils ein Bronzerelief in der Kirche fertigen. Die politische Gemeinde Waldfischbach-Burgalben benannte die Prälat-Foltz-Straße nach ihm.

## Architektur und Ausstattung
Bei dem Kirchengebäude handelt es sich um eine romanisierende dreischiffige Sandstein-Basilika, wobei die Seitenschiffe niedriger sind als das Mittelschiff. Eine Doppelturmfassade mit drei Eingangsportalen bildet die Vorderfront, neben der rechts eine Taufkapelle mit Kuppel angebaut ist. An das Langhaus mit acht Fensterachsen schließt sich eine Rotunde an, in der sich der Chorraum befindet.
Das Innere der Kirche ist gekennzeichnet durch Arkadengänge an der linken und rechten Seite des Mittelschiffs, hinter denen die Seitenschiffe liegen. Über den Arkadengängen ist ein Kreuzweg aufgemalt, ein Werk des Münchner Malers Walter Bertram. Der Chorraum, der den Hochaltar mit Tabernakel in einem vergoldeten Retabel beherbergt, ist durch drei Bögen, wobei der mittlere Bogen auf Säulen ruht, vom Langhaus getrennt. Auf der Rückwand des Chorraumes befinden sich Wandmalereien, sowie die Buchstaben Alpha und Omega. Über dem Mittelschiff befindet sich eine flache, hölzerne Kassettendecke, die durch ebenfalls hölzerne Querbalken gegliedert ist.

## Orgel
Die Orgel der Kirche wurde 1960 als opus 700 von der Firma Gebr. Späth Orgelbau (Mengen)  erbaut.
| I Hauptwerk |               |        |
| 1.          | Gedacktpommer | 16′    |
| 2.          | Prinzipal     | 8′     |
| 3.          | Offenflöte    | 8′     |
| 4.          | Oktave        | 4′     |
| 5.          | Rohrflöte     | 4′     |
| 6.          | Nazard        | 2 ⁄3′  |
| 7.          | Oktave        | 2′     |
| 8.          | Terz          | 1 3⁄5′ |
| 9.          | Mixtur V      |        |
| 10.         | Trompete      | 8′     |

| II Schwellwerk |                   |       |
| 11.            | Koppel            | 8′    |
| 12.            | Salizional        | 8′    |
| 13.            | Singend Prinzipal | 4′    |
| 14.            | Nachthorn         | 4′    |
| 15.            | Sifflöte          | 2′    |
| 16.            | Quinte            | 1 ⁄3′ |
| 17.            | Rauschpfeife II   |       |
| 18.            | Scharff IV        |       |
| 19.            | Bassethorn        | 8′    |
| 20.            | Clarine           | 4′    |
|                | Tremulant         |       |

| III Rückpositiv |                |    |
| 21.             | Holzgedeckt    | 8′ |
| 22.             | Quintade       | 8′ |
| 23.             | Blockflöte     | 4′ |
| 24.             | Prinzipal      | 2′ |
| 25.             | Cymbel III     |    |
| 26.             | Sesquialter II |    |
| 27.             | Krummhorn      | 8′ |
|                 | Tremulant      |    |

| Pedal |               |     |
| 28.   | Prinzipalbass | 16′ |
| 29.   | Subbass       | 16′ |
| 30.   | Oktavbass     | 8′  |
| 31.   | Gedecktbass   | 8′  |
| 32.   | Choralbass    | 4′  |
| 33.   | Hintersatz IV |     |
| 34.   | Posaune       | 16′ |

- Koppeln: II/III, II/III 16', II/I, I/III, I/P, II/P, III/P

## Glocken
Das Geläut besteht aus sechs Bronzeglocken von Hermann Hamm aus Frankenthal. Nach dem Zweiten Weltkrieg konnten 1951 fünf Glocken angeschafft werden. Fünf Jahre später ergänzte Hamm das Geläut um eine größere Glocke im Schlagton as0. Die große St.-Dreifaltigkeits-Glocke aus dem Jahr 1956 zählt mit 4084 kg Gewicht und einem Durchmesser von 197 cm zu den größten Werken des Glockengießers überhaupt. Zugleich ist das sechsstimmige Geläut mit einem Gesamtgewicht von 9155 kg das schwerste Glockengeläut in der Westpfalz. Zu Hochfesten und ganz besonderen Anlässen erklingt das volle Geläut.
| Nr. | Name               | Ton | Gussjahr | Gießer, Gussort           | Gewicht (kg) | Durchmesser (cm) |
| 1   | St. Dreifaltigkeit | as0 | 1956     | Hermann Hamm, Frankenthal | 4084         | 197              |
| 2   | Christkönig        | c1  | 1951     | Hermann Hamm, Frankenthal | 2020         | 156              |
| 3   | St. Maria          | es1 | 1951     | Hermann Hamm, Frankenthal | 1205         | 131              |
| 4   | St. Joseph         | f1  | 1951     | Hermann Hamm, Frankenthal | 878          | 117              |
| 5   | St. Barbara        | g1  | 1951     | Hermann Hamm, Frankenthal | 613          | 104              |
| 6   | Schutzengel        | b1  | 1951     | Hermann Hamm, Frankenthal | 355          | 88               |